# Indiskt dvärgmyskdjur
Indiskt dvärgmyskdjur (Moschiola meminna) är ett däggdjur i familjen mushjortar. Nyare zoologiska publikationer delar upp populationen i tre arter.

- Moschiola indica (Gray, 1852), på det indiska fastlandet.
- Moschiola meminna (Erxleben, 1777), i torra regioner av Sri Lanka.
- Moschiola kathygre (Groves & Meijaard, 2005), i fuktiga regioner av Sri Lanka.

## Beskrivning
Djuret når en kroppslängd mellan 46 och 60 cm, en mankhöjd av 25 till 30 cm samt en vikt mellan 2,2 och 2,7 kg. Svansen är 2 till 6 cm lång. Pälsen är på ovansidan grå- till brunaktig med vita fläckar som bildar längsgående strimmor. Vid främre delen av halsen finns fem till sju vita strimmor, även buken är vitaktig. Med sin robusta bål och sina smala extremiteter liknar indiskt dvärgmyskdjur de andra arterna i familjen. Horn saknas helt. Istället är liksom hos andra mushjortar de övre hörntänderna förstorade, hos hannar tydligare än hos honor.

## Utbredning och habitat
Indiskt dvärgmyskdjur förekommer i Indien och på Sri Lanka, möjligen även i södra Nepal. Som habitat föredras skogar med tät undervegetation men arten finns även på bergstrakter med gräsmark. I bergstrakter förekommer arten upp till 1 850 meter över havet.

## Levnadssätt och status
Inte mycket är känt om levnadssättet. Individerna är aktiva på natten och mycket skygga, därför blir de sällan iakttagna av människor. De skapar stigar i undervegetationen som ökar framkomligheten. Det antas att de lever ensamma eller i monogama par som har avgränsade revir mot främmande artfränder. Liksom hos andra mushjortar består födan främst av löv, frukter och andra växtdelar men även av smådjur. De har sina gömställen i håligheter bland trädens rötter, i bergssprickor och i den täta undervegetationen.
På grund av det dolda levnadssättet finns nästan ingen information om beståndets storlek. IUCN listar 3 arter och bedömer alla som livskraftiga (least concern).